# Sinophasma crassum
Sinophasma crassum är en insektsart som beskrevs av Chen, S.C. och Yun He He 1995. Sinophasma crassum ingår i släktet Sinophasma och familjen Diapheromeridae. Inga underarter finns listade i Catalogue of Life.